# دونالد هدسون
دونالد هدسون (بالإنجليزية: Donald Hudson)‏ هو عسكري أمريكي، ولد في 21 ديسمبر 1895 في توبيكا في الولايات المتحدة، وتوفي في 11 يونيو 1967 في حصن جورج جي ميد ‏ في الولايات المتحدة.